# Vader en Leraar
Vader en Leraar is een hoorspel van Manfred Bieler. Vater und Lehrer werd op 24 september 1968 door de Norddeutscher Rundfunk uitgezonden. Manfred Boekhof vertaalde het en de NCRV zond het uit op vrijdag 21 november 1969. De regisseur was Ab van Eyk. Het hoorspel duurde 38 minuten.

## Rolbezetting
- Jan Borkus (Vader en Leraar)
- Hans Karsenbarg (secretaris)
- Hans Veerman (commandant)
- Piet Ekel (luitenant)
- Rudolf Damsté (Shelley)
- Kommer Kleijn (Panucci)
- Jan Wegter (Milic)
- Han König (Girra)
- Jos van Turenhout, Cees van Ooyen, Rudolf Damsté & Piet Ekel (vier moppentappers)
- Paula Majoor (telefoniste)
- Cees van Ooyen & Jos van Turenhout (twee ambtenaren)
- Hans Veerman, Rudolf Damsté, Cees van Ooyen, Jos van Turenhout & Jan Wegter (stemmen door de telefoon)

## Inhoud
Het staatshoofd van een totalitaire land - "Vader en Leraar" genoemd - staat in het middelpunt van deze satire. De uitoefening van de macht heeft de ouder wordende man vermoeid. Daar de macht over mensen voor hem echter tegelijk levenselixer is, valt het niet te verwonderen dat de "Vader en Leraar" zijn ontspanning niet in de opera of tijdens de jacht vindt, maar bij een bezoek aan het tuchthuis. Daar worden aan hem, achter glas, voorgeleid: een politieke rivaal, een “herbruikbare” bommengooier, een vergeetachige staatspoëet en vier vertellers van politieke grapjes. Verkwikt keert de machtige terug in de gevangenschap van de veiligheidsmaatregelen...